# Jane Jark Clausen
Jane Jark Clausen (født Jensen, i 1973) er en dansk arkæolog, der primært har arbejdet med nyere tids arkæologi ved Københavns Museum. Clausen har bl.a. ledt flere udgravninger i København, der har bidraget til ny viden om Københavns historie. Hun ledte udgravningen af udgravningen af Skt. Clemens kirkegården samt Kongens Nytorv-metroudgravningen, der viste, at København var en veletableret by, før Absalon kom til.

## Uddannelse og karriere
Jane Jark Clausen blev student fra Horsens Amtsgymnasium i 1993.[kilde mangler] Clausen blev i 2005 cand.mag. fra Aarhus Universitet i middelalderarkæologi og europæisk etnologi med et speciale med titlen "Ribe gråbrødreklosters anden klostergård og den ældre bebyggelse på området, samt bebyggelsen syd for klostet ca. 1200-1550 – aktivitetetsanalyser ud fra metalgenstande fra udgravningen ASR11, Nygade 10 (1999-2000)".
Efter endt uddannelse har Clausen arbejdet på Københavns Museum (tidligere Københavns Bymuseum). Som arkæolog og museumsinspektør har Clausen ledt flere udgravninger i centrum af København og stået for at formidle ny viden om middelalderbyens oprindelse i de danske medier.

### Københavns Museum
Som arkæolog og museumsinspektør på Københavns Museum ledede Clausen i 2008 udgravningen af Skt. Clemens kirkegård. Det var en unik mulighed for at udgrave en tidlig middelalderlig kirkeanlæg med tilhørende kirkegård. Her fandt arkæologerne blandt andet skeletterne efter nogle af de første kristne indbyggere i København, blandt andet flere børnebegravelser. Efterfølgende var Clausen udgravningsleder for Kongens Nytorv metroudgravningen i perioden 2009-2016. Begge udgravninger pegede på, at København modsat tidligere tiders opfattelse havde været en markant handelsby allerede i perioden inden, biskop Absalon fik byen i gave af Valdemar den Store.
Siden 2024 har Clausen været leder af formidling, samlinger, forskning og skoletjeneste på Københavns Museum.

### Ekspertroller
Clausen har varetaget flere ekspertroller i statslig regi. Blandt andet deltog hun i Slots- og Kulturstyrelsens udarbejdelse af nationale strategier for byarkæologi. I 2022 blev Clausen udpeget som sagkyndigt medlem af Miljø- og Fødevareklagenævnet i afdeling 9. Kulturarvsforhold.